# Laurits Raun Pedersen
Laurits Raun Pedersen (født 25. januar 2006 i Over Hornbæk ved Randers) er en dansk fodboldspiller, der siden 18. august 2024 har spillet på Randers FC's superligahold.
Laurits Raun Pedersen er søn af Søren Pedersen, der er sportsdirektør i Randers FC.